# Lavagna
Lavagna (latin: Lavania) är en ort och kommun i  storstadsregionen Genua, innan 2015 provinsen Genova, i regionen Ligurien i Italien. Kommunen hade 12 566 invånare (2018).